# メータ (イタリア)
メータ（イタリア語: Meta）は、イタリア共和国カンパニア州ナポリ県にある、人口約8,000人の基礎自治体（コムーネ）。

## 地理

### 位置・広がり
ナポリ県のコムーネ。県都ナポリから南南東へ26kmの距離にある。

#### 隣接コムーネ
隣接するコムーネは以下の通り。
- ピャーノ・ディ・ソッレント
- ヴィーコ・エクエンセ